# محمد العبدة
محمد العبدة (1942 - ) هو مفكرٌ وداعيةٌ إسلامي وكاتب سوري، وعضوٌ في الهيئة العليا لرابطة علماء المسلمين وعضو الجمعية العمومية في المجلس الإسلامي السوري. يرى بأنَّ «حل مشكلة المسلمين اليوم يتمثل في العمل على النهوض بالأمة (الإقلاع الحضاري) والاستفادة من دروس التاريخ».

## سيرته
وُلد محمد سليمان العبدة عام 1942 ميلاديًا الموافق 1361 هجريًا في ناحية مضايا التابعة لمنطقة الزبداني في محافظة ريف دمشق. تلقى تعليمه الابتدائي في بلدة مضايا، ثم درس الإعدادية في مدرسة «متوسطة الملك العادل» بمدينة الزبداني، ثم درس الثانوية في «ثانوية ابن خلدون» بدمشق وتخرج فيها عام 1961. التحق بعدها بكلية الحقوق بجامعة دمشق وتخرج فيها عام 1965. انتقل إلى المملكة العربية السعودية عام 1966، حيث عمل في التدريس في المعاهد العلمية التابعة لجامعة الإمام محمد بن سعود الإسلامية. أقام عام 1985 في لندن. كما ترأس في عام 1986 تحرير «مجلة البيان» التي تصدر عن المنتدى الإسلامي واستمر في رئاسة تحريرها حتى عام 1993.
حصل على درجة الماجستير في التاريخ من جامعة القاهرة وكانت أطروحته بعنوان «الأحوال السياسية والاجتماعية والاقتصادية في المدينة المنورة في العصر العباسي الأول»، وخلال تلك السنوات، صدرت له عدة مؤلفاتٍ بالاشتراك مع طارق عبد الحليم، ومنها: «مقدمة في أسباب اختلاف المسلمين وتفرقهم» (1984)، «دراسات في الفِرق المعتزلة بين القديم والحديث» (1987)، «دراسات في الفِرق الصوفية نشأتها وتطورها» (1991).
كما حصل على شهادة الدكتوراة في التاريخ الإسلامي من جامعة غلاسكو عام 2003، وعمل في مدرسة جامعة برمنغهام [الإنجليزية]. أيضًا هو أحد مستشاري «مجلة المنار الجديد» في القاهرة و«مجلة آفاق ثقافية» في لندن، ومن مؤسسي «مركز دراسات العالم الإسلامي» في لندن.

## مؤلفاته
وضّع العديد من المؤلفات، ومنها:
- «حركة النفس الزكية: محمد بن عبد الله بن حسن: دراسة و تقويم» (1983)
- «رسائل من السجن لابن تيمية» (1986)
- «أيعيد التاريخ نفسه؟ دراسة لأحوال العالم الإسلامي قبل صلاح الدين: مقارنة مع واقعنا المعاصر» (1990)
- «التعصب الأوربي أم التعصب الإسلامي؟ تعليقات الأمير شكيب أرسلان على كتاب مئة مشروع لتقسيم الدولة العثمانية 1281 - 1913 م» (1995)
- «تأملات في الفكر والدعوة» (2000)
- «قيام الدول وسقوطها: مختارات من مقدمة ابن خلدون» (2001)
- «وذكرهم بأيام الله» (2002)
- «الفاعلية وعوامل تنميتها» (2005)
- «الطريق إلى المدينة وقفات تربوية في فقه السيرة» (2006)
- «مالك بن نبي مفكر اجتماعي ورائد إصلاحي» (2006)
- «محنة الإمامين أحمد ابن حنبل ومحمد ابن تيمية: أسباب المواجهة لعقيدة أهل السنة» (2006)
- «بعض أسس التفكير كما جاءت في القرآن الكريم» (2006)
- «حديث عن المستقبل» (2007)
- «حتى لا تستلب الجهود الإسلامية» (2007)
- «جذور النهضة في العصر الحديث» (2008)
- «العرب والسياسة» (2009)
- «حياتنا: تأملات في واقعنا الاجتماعي» (2013)